# Рябівка
Ря́бівка — село в Україні, у Тростянецькій міській громаді Охтирського району Сумської області. Населення становить 40 осіб. Колишній орган місцевого самоврядування — Дернівська сільська рада.
Після ліквідації Тростянецького району 19 липня 2020 року село увійшло до Охтирського району.

## Географія
Село Рябівка знаходиться на правому березі річки Ворсклиця, вище за течією на відстані 1 км розташоване село Дернове, нижче за течією на відстані 5 км розташоване село Ницаха, на протилежному березі — села Тарасівка та Крамчанка. Річка в цьому місці звивиста, утворює лимани, стариці і заболочені озера.

## Історія
За даними на 1864 рік у казенному селі Охтирського повіту Харківської губернії мешкало 42 особи (22 чоловічої статі та 20 — жіночої), налічувалось 9 дворових господарств.